# Bee Movie
Bee Movie - Det store honningkomplot er en amerikansk animeret film fra 2007. Den er bl.a. skrevet af Jerry Seinfeld, som også lægger stemme til hovedrollen i filmen.
Ud over Jerry Seinfeld medvirker bl.a. også Renée Zellweger, Matthew Broderick, John Goodman og Chris Rock i filmen.
På den danske oversættelse medvirker Iben Hjejle, Lars Mikkelsen, Timm Vladimir og Laus Høybye.

## Medvirkende

### Dansk
- Timm Vladimir som Barry B. Benson
- Iben Hjejle som Vanessa Bloome
- Laus Høybye som Adam Flayman
- Søren Spanning som Layton T. Montgomery
- Lars Mikkelsen som Ken
- Mick Øgendahl som Myggen Mooseblood
- Ann Hjort
- Annette Heick
- Jette Sievertsen
- Max Hansen
- Therese Glahn

### Engelsk
- Jerry Seinfeld som Barry B. Benson
- Renée Zellweger som Vanessa Bloome
- Matthew Broderick som Adam Flayman
- Patrick Warburton som Ken
- John Goodman som Layton T. Montgomery
- Chris Rock som Myggen Mooseblood
- Kathy Bates som Janet B. Benson
- Barry Levinson som Martin B. Benson
- Megan Mullally som Trudy, Honex turistguide
- Rip Torn som Lou Lo Duca
- Oprah Winfrey som Dommer Bumbleton
- Michael Richards som Bud Ditchwater
- Larry King som bien Larry King
- Larry Miller som Dean Buzzwell
- Jim Cummings som fortælleren
- David Moses Pimentel som Hector
- Chuck Martin som Andy
- Brian Hopkins som Sandy Shrimpkin og TSA Agent
- John DiMaggio som Bailiff og pedel
- Tress MacNeille som Jeanette Chung, mor og ko
- Simon J. Smith som lastbilchauffør og Chet
- Ray Liotta som ham selv
- Sting som ham selv
- Robert Jayne som bi (ukrediteret)
- Carl Kasell som ham selv (ukrediteret)